# 邓家五虎
邓家五虎，又作“邓佳五虎”，清朝光绪年间京师的市井霸王。

## 簡介
邓家五虎出身内务府旗人，兄弟五人分别号“大虎、二虎、三虎、四虎、五虎”，各个彪悍。他们于光绪中期崛起，当时北京市面上称霸的是宗室小崇，邓家五虎以攻为守，屡犯小崇的地盘，并于后来的火并中将小崇打死，成功吞并其势力，称霸京师。
但好景不长，他们将一个老百姓打死，被抓进监狱。当时的官府虽然基本不过问帮派械斗中的死伤，但打死老百姓的性质是完全不同的。最后大虎抵命，其余兄弟最后多因贫困而死，家中无以为生。